# Columbus (Teksas)
Columbus – miasto w Stanach Zjednoczonych, w południowej części stanu Teksas, w hrabstwie Colorado, nad rzeką Colorado. W 2000 liczyło 3916 mieszkańców.
Miasto leży w strefie klimatu wilgotnego, łagodnego, subtropikalnego, bez pory suchej i z gorącym latem, należącego według klasyfikacji Köppena do strefy Cfa. Średnia temperatura roczna wynosi 19,9 °C